# Seonjong av Goryeo
Seonjong av Goryeo, född 1049, död 1094, var en koreansk monark. Han var kung av Korea 1083–1094. 